# Ніна Гартлі
Марі́ Луї́з Га́ртман (англ. Marie Hartman), нар. 11 лютого 1959, Берклі, Каліфорнія, США), відома як Ні́на Га́ртлі (англ. Nina Hartley) — американська порноакторка, порнорежисерка, секс-освітянка, про-секс активістка.

## Життєпис
Народилася в єврейській сім'ї соціалістичних поглядів, пізніше почала сповідувати буддизм, і виросла в районі затоки Сан-Франциско (Бей-Еріа, передмістя м. Сан-Франциско). Вступила на професійні курси медсестер при Університеті штату в Сан-Франциско і закінчила їх з відзнакою в 1985 році, в 26 років. Має ліцензію медсестри.
Гартлі є соціалісткою, хоча останнім часом позначає себе як лібералка. У 1980-х, коли вона була затримана поліцією в Лас-Вегасі і була критикована антипорнографічним феміністським рухом на чолі з Андреа Дворкін, троцькістська Спартакістська ліга розгорнула кампанію на підтримку Гартлі.

### Порноіндустрія
У 1982 році почала разом з однокурсницею виконувати стриптиз в театрі «О'Фарелл» братів Мітчелл.
У 1984 році потрапила в порноіндустрію, в порнофільмі «Educating Nina», поставленому Джульєт Андерсон, що мав великий успіх. Відтоді знялася в понад 400 повнометражних порнофільмах і стала однією з найбільш впізнаваних порноакторок.
У середовищі порноіндустрії відома як Баббл Бат, завдяки картинам з акцентом на анальних, міжрасових і лесбійських сценах.

## Особисте життя
Гартлі називає себе бісексуалкою, свінгеркою та ексгібіціоністкою.